# مارسل هالستنبرگ
مارسل هالستنبرگ (انگلیسی: Marcel Halstenberg) بازیکن فوتبال اهل آلمان است که در پست دفاع چپ برای باشگاه فوتبال هانوفر در بوندس لیگا 2 بازی می‌کند.